# Acanthogobius insularis
Acanthogobius insularis  es un género de peces de la familia de los Gobiidae en el orden de los Perciformes.